# Molophilus amieuensis
Molophilus amieuensis är en tvåvingeart som beskrevs av Hynes 1993. Molophilus amieuensis ingår i släktet Molophilus och familjen småharkrankar. Inga underarter finns listade i Catalogue of Life.